# Monforte-retabel
Het Monforte-retabel of Monforte-altaarstuk is een triptiek van Hugo van der Goes uit circa 1470, waarvan alleen het incomplete middendeel bewaard is gebleven. Het is niet gesigneerd, maar het wordt op basis van de stijl unaniem aan hem toegeschreven.

## Voorstelling en symboliek
Het bewaard gebleven middenpaneel stelt de aanbidding door de wijzen (die in de middeleeuwen in koningen veranderden) voor uit het evangelie volgens Matteüs. Centraal zit Maria met het Christuskind met naast haar Jozef. De drie koningen vertegenwoordigen zowel de drie levensfasen als de drie continenten die in de middeleeuwen bekend waren. Links op de achtergrond heeft Van der Goes de aankomst van het gevolg van de wijzen afgebeeld.
De aanbidding vindt plaats bij de ruïne van een kasteel dat waarschijnlijk (evenals op het Portinari-altaar) het paleis van David voorstelt. Achter de wijzen bevinden zich toeschouwers die de indruk wekken portretten te zijn. Elisabeth Dhanens zag in de tweede figuur van rechts een zelfportret van Van der Goes.
Op de voorgrond trekken het stilleven met het geschenk van de oude koning en de rots met bloemen de aandacht. Achter Jozef groeien irissen. Zowel de akeleien als de irissen verwijzen naar de smarten van Maria. In tegenstelling tot het Portinari-altaar, waar de bloemen in vazen staan, vormen ze hier onderdeel van het landschap en valt de symbolische betekenis daardoor minder op.
Op de zijpanelen, waarvan de voorstellingen bekend zijn dankzij navolgers, waren de geboorte en de besnijdenis van Christus afgebeeld.

## Stijl
Hoewel Friedländer het aanvankelijk met enige aarzeling na het Portinari-altaar plaatste, wordt het Monforte-retabel algemeen beschouwd als een relatief vroeg werk. Het altaarstuk behoort tot een periode waarin Van der Goes sterk onder invloed stond van het werk van Jan van Eyck. De detaillering, de lichtval, de schaduwwerking op de grond en de monumentaliteit van de figuren herinneren aan het Lam Gods. De staande koning rechts is door diverse kunsthistorici in verband gebracht met het Adam-paneel. Daarentegen wijst hij met zijn kleurgebruik, subtiele clair-obscur en gevoel voor drama al vooruit naar de barok. Panofsky noemt het – "vanuit puur coloristisch gezichtspunt" – begrijpelijk dat het schilderij ten tijde van de herontdekking te boek stond als een Rubens.

## Herkomst

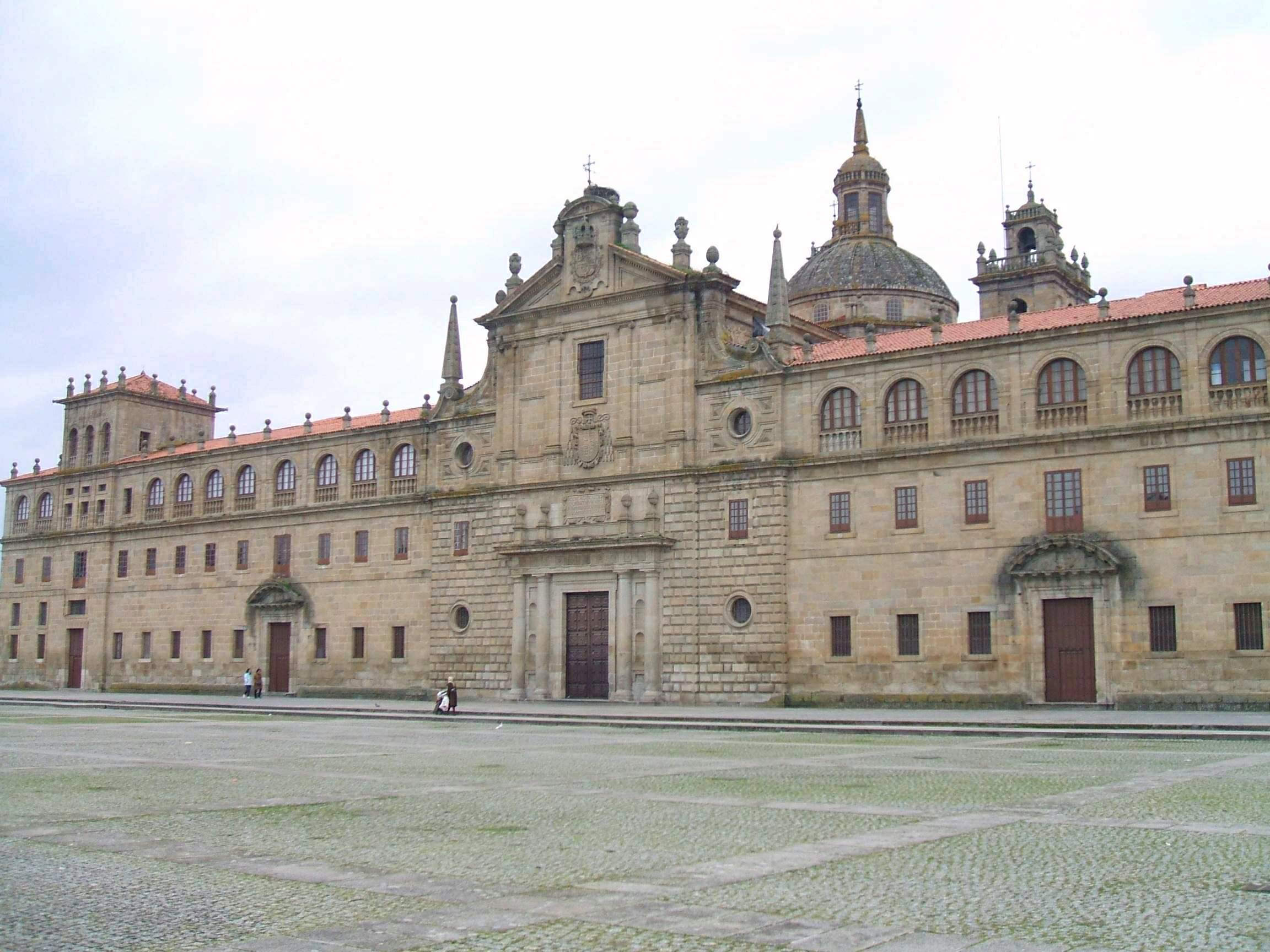
Het jezuïetencollege in Monforte de Lemos, gebouwd aan het eind van de zestiende eeuw

Er zijn geen documenten over het ontstaan of de opdrachtgever van het altaarstuk bewaard gebleven. Een hypothese is dat het werd besteld door de persoon die als de oude koning centraal in aanbidding is geportretteerd. Elisabeth Dhanens legde een verband met de Madonna met kanselier Rolin van Jan van Eyck, waarop de compositie deels zou zijn gebaseerd. Ze veronderstelde dat de oude koning een opvolger van kanselier Rolin voorstelt, mogelijk Willem Hugonet, die in 1471 kanselier werd, de hoogste vertegenwoordiger van de hertog van Bourgondië. Het retabel was dan wellicht bestemd voor een kapel in het oude schepenhuis van Mechelen, waar de Grote Raad bijeenkwam. Andere kunsthistorici noemen het een aantrekkelijke hypothese die echter niet bewezen kan worden.
Op een onbekend moment zijn de twee zijpanelen verloren gegaan en bovendien is het smalle uitstekende deel boven het middenpaneel grotendeels afgezaagd. Van de engelen die hierop waren afgebeeld, zijn nog fragmenten van hun gewaden zichtbaar. De gotische lijst is origineel, inclusief de scharnieren waaraan de zijpanelen bevestigd waren.
Ondanks de afwezigheid van het werk in 15e-eeuwse documenten, moet de voorstelling in zijn tijd algemeen bekend zijn geweest, want tot in de zestiende eeuw werd het – meestal in spiegelbeeld – nagevolgd door schilders als Geertgen tot Sint Jans, Gerard David, Jan Gossaert en diverse onbekende meesters, zoals de Meester van Frankfurt. In de loop van de zestiende eeuw moet het naar Spanje zijn overgebracht waarna het eeuwenlang uit het zicht raakte. Eind negentiende eeuw werd het herontdekt in het jezuïetencollege in Monforte de Lemos in Galicië en ten slotte rond 1910 herkend als een werk van Hugo van der Goes. In 1913 werd het aangekocht door het Kaiser Friedrich-museum in Berlijn. Het verhuisde later naar de Gemäldegalerie.

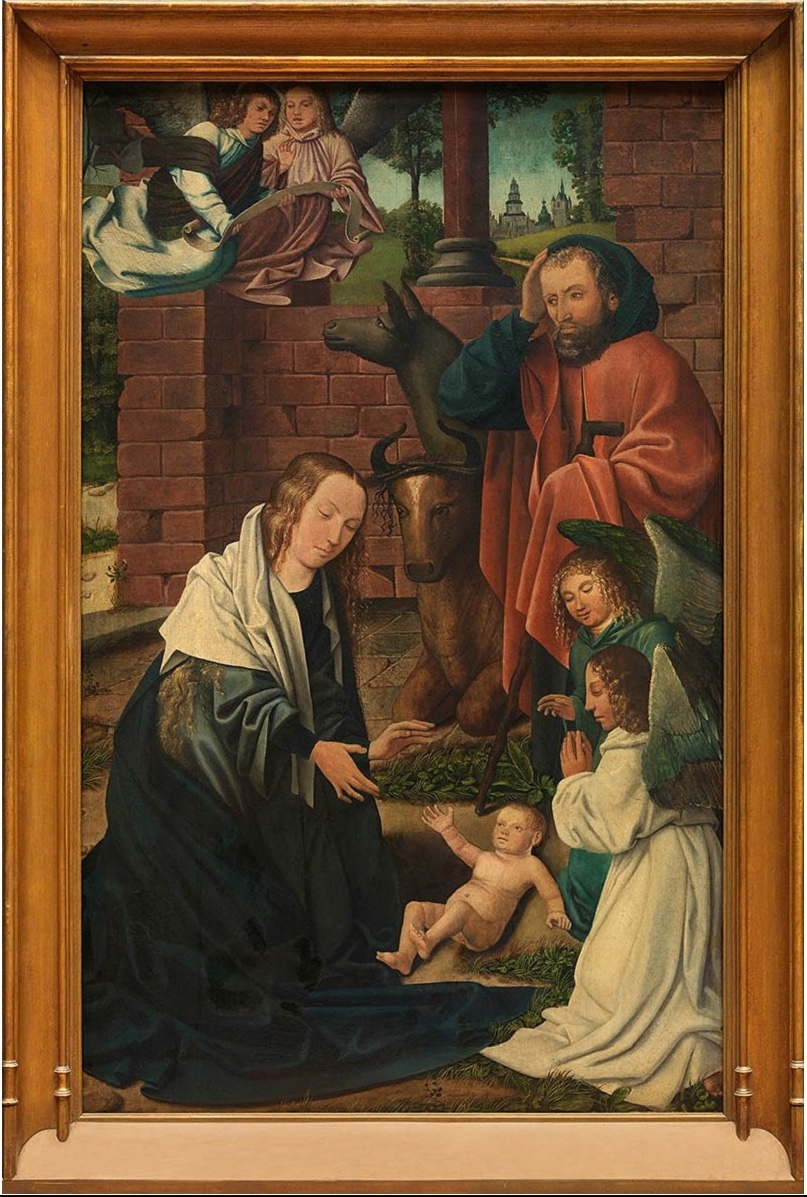
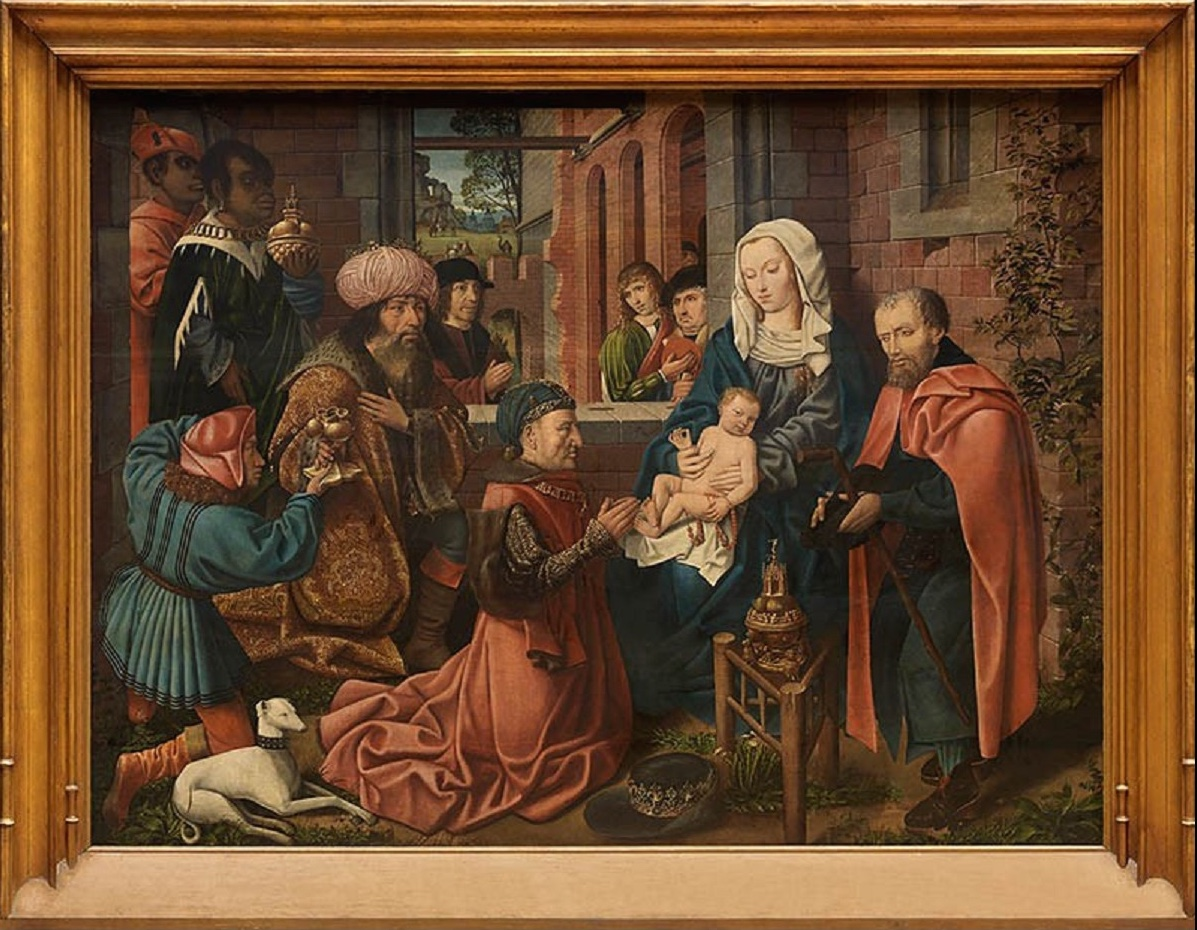
Navolging van het retabel door de Meester van Frankfurt
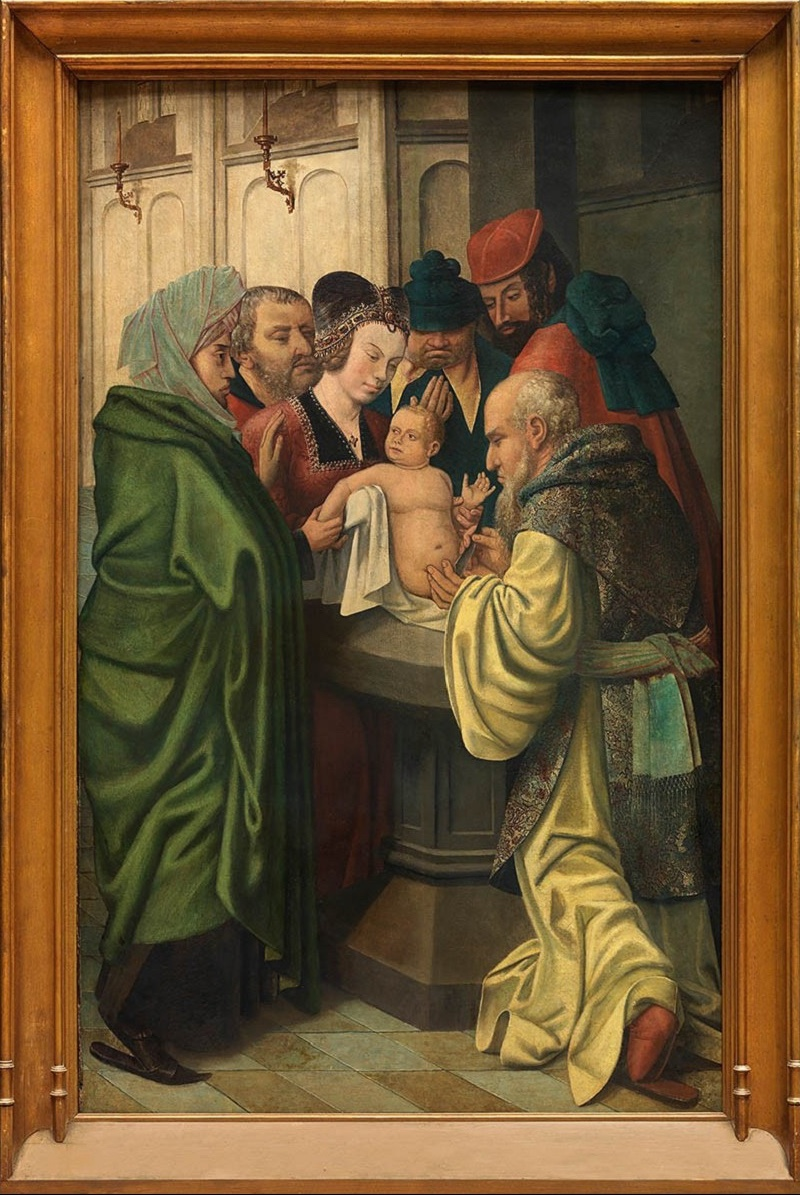